# Тесфає Дінка
Тесфає Дінка Ядесса — міністр закордонних справ (1989-1991) і тимчасовий прем'єр-міністр (квітень-травень 1991) Ефіопії.